# ひろさちや
ひろさちや（本名：増原 良彦（ますはら よしひこ）、1936年〈昭和11年〉7月27日 - 2022年〈令和4年〉4月7日）は、日本の宗教評論家。仏教思想家。
自称「仏教原理主義者」。多数の一般向けの解説書を執筆。

## 人物
- ペンネームの由来は、ギリシア語で愛するを意味するPhilo（フィロ）と、サンスクリット語で真理を意味するsatya（サティヤ）の造語である。本名名義での著書・訳書もある。
- 阪神タイガースのファンであった[4]。
- 超宗派の仏教信者の集まりである「まんだらの会」を主宰していたが[1]、「まんだらの会」活動は終了した。
- 本来の仏教を伝えるべく執筆と講演活動を行なった[3]。福島県郡山市廣渡寺で7月・12月の第一日曜日に行う『廣渡寺寶珠殿佛教講座』はライフワークであった。

## 生涯
大阪府大阪市に生まれ、大阪府立北野高等学校を経て、東京大学で印度哲学、仏教学を学び、気象大学校で20年間教鞭を執る。教員生活の傍ら、「ひろさちや」のペンネームで平易な言葉で多数の入門書を執筆し、一般の人々に仏教を身近な物として再認識させた。自身は浄土宗の信者だった。

### 略歴
- 1936年 大阪府に出生[6]
- 1960年 東京大学文学部印度哲学科を卒業[6]
- 1965年 東京大学大学院人文科学研究科印度哲学専門課程博士後期課程修了、気象大学校講師に就任[6]
- 1985年 気象大学校教授を退職[6]
- 大正大学客員教授に就任
- 宗教文化研究所所長
- 東京都内の自宅にて肝臓がんのため2022年4月7日（木）に死去[7]。85歳没。

## 受賞歴
- 1980年 日本雑学大賞

## 著作
- 『釈尊物語』平凡社カラー新書 1976
- 『非常識に生きろ』渓声社 Kirin books 1976
- 『あべこべの論理』増原良彦 日本書籍 1978　のちワニ文庫
- 『阿修羅よ・・・ 輪廻の世界』冬樹社 1979
- 『嘘つきの論理』増原良彦 日本書籍 1979『嘘つき人間学』ワニ文庫、『ウソの論理』中公文庫(ひろ)
- 『仏教のことば・考え方』大法輪閣 1979　のち徳間文庫
- 『戒名・法名のはなし』世界聖典刊行協会 ぼんブックス 1980
- 『地獄と娑婆のお地蔵さん』大法輪閣 1980
- 『賭けの論理』増原良彦　日本書籍、1980年『「賭け」と宗教 あきらめ哲学とデタラメ精神』鈴木出版 1995
- 『釈尊と十大弟子』法蔵館 1981　のち徳間文庫、学陽書房人物文庫
- 『入門般若心経の読み方』日本実業出版社 1981
- 『ガンジー』増原良彦 国土社 世界伝記文庫 1981
- 『切りかえしの論理』増原良彦 ダイヤモンド社 1981　のちワニ文庫
- 『トリック論理術』増原良彦 ごま書房 ゴマブックス 1981
- 『落語学の勉強法』増原良彦 全国加除法令出版 JED新書 1981「日本人の知恵」ワニ文庫
- 『観音経奇蹟の経典』大蔵出版 1982
- 『個人主義仏教のすすめ』世界聖典刊行協会 ぼんブックス 1982
- 『禅 精神パワー自由自在』ダイヤモンド社 シリーズ・歴史の発想　1982　「禅入門」三笠書房知的生きかた文庫
- 『入門歎異抄の読み方 この現代を心豊かにおおらかに生きぬくために』日本実業出版社 1982
- 『仏の世界と輪廻の世界』大法輪閣 1982
- 『頭のきれる奴のとっさの詭弁術 相手の虚をつく発想法』増原良彦 ベストセラーズ ワニの本 1982
- 『決定版日本雑学大全 ザッツ学四十八手』増原良彦 徳間書店 1982
- 『釈迦の読み方 彼は何を悟り、何を語ったか』増原良彦 祥伝社ノン・ブック 1982　のちひろ名義
- 『やじうま交学録』増原良彦 ダイヤモンド社 1982
- 『一日一禅』ごま書房 ゴマブックス 1983　『三六五日の知恵』ごま書房 1998
- 『死後の世界の観光案内』ごま書房 ゴマビジュアル 1983
- 『仏教に学ぶ八十八の智恵 とらわれずに生きる』PHP研究所 1983　のち文庫
- 『日本人なら知っていてほしい仏教の常識』講談社オレンジバックス 1983
- 『仏教の知恵 これさえ知ればもっと楽に生きられる』プレジデント社 イルカの本 1983
- 『密教の読み方 愛欲の巷に生きる原理』徳間ブックス 1983　のち文庫
- 『「縁社会」と人間関係 仏教と共に生きてきた日本人の思考と行動原理』増原良彦 PHP研究所 二十一世紀図書館 1983
- 『説得術』増原良彦 講談社現代新書 1983
- 『生き方としての仏教』河出文庫 1984
- 『空海入門 いま光彩を放つ"まず飛び込め"の方法』祥伝社ノン・ブック 1984　のち中公文庫、「空海と密教」祥伝社黄金文庫
- 『死の世界・死後の世界 来世を知り現世に救いをみる』池田書店 1984　のち徳間文庫
- 『般若心経に学ぶ』グリーンアロー・ブックス 1984
- 『法華経で生まれ変わる こだわりを捨てる生き方』立風書房 1984
- 『神も仏もないものか?! 宗教のことがおもしろくわかる本』増原良彦 日本実業出版社 1984
- 『"我他彼此"人間論 ラクして得とる遊泳術』増原良彦 東京ブレインズ 1984
- 『タテマエとホンネ』増原良彦 講談社現代新書 1984
- 『いま、釈迦に学ぶ生き方 百万人のブッダ、出てこないか』徳間ブックス 1985
- 『日本人のための仏教入門 あなたの"常識"は正しいか?』大和出版 グリーン・ブックス 1985
- 『般若心経 女の燃やし方 愛する愛と愛される愛』ベストセラーズ ワニの本　1985
- 『管理がうまいと会社は潰れる 人を活かす「マンダラ組織」のすすめ』増原良彦 祥伝社ノン・ブック 1985
- 『がくがく辞典 聖なる猥学48講』増原良彦 文芸春秋 1985　のち文庫
- 『人間関係は逆転できる』増原良彦 立風書房 マンボウ・ブックス 1985
- 『お母さんのための仏教教室 1』中山書房仏書林 まや文庫 1986
- 『お墓・仏壇のまつり方 供養の仕方から、税金・法律まで』ごま書房 ゴマブックス 1986
- 『「菜根譚」の読み方』日本経済新聞社 1986　のち文庫
- 『釈尊の生涯』中山書房仏書林 まや文庫 1986
- 『般若心経・人生をこう生きてみないか こだわるな!自由であれ!実践的「人生相談」』日本実業出版社 1986
- 『仏教をどう生きるか』大和出版 1986
- 『仏教とキリスト教 どう違うか50のQ&A』新潮選書 1986
- 『仏教との対話・阿修羅よ・・・』新塔社 1986
- 『仏教の歴史』全10巻　春秋社 1986-97
- 『見すごしの論理 人望を集めるリーダーの条件』佼成出版社 ダルマブックス 1986
- 『密教のこころ ゆったりと思いのままに今を生きる』太陽企画出版 1986
- 『ヒトのおチンチンにはなぜ骨がないのか』増原良彦 徳間書店 1986　『男性自身についてのまじめな考察』文庫
- 『インド仏教思想史』大法輪閣 1987-88
- 『親と子のお経 父母恩重経』講談社 1987　「父母恩重経』内山晟写真 講談社 2002
- 『死後界の生活 怨霊・祟り・不成仏霊の真相』角川ブックス 1987
- 『宗教心のある生き方宗教心のない行き方 こころ豊かに生きる30の知恵』経済界 Ryu books 1987
- 『福神信仰 現世の幸せ』信ずる心 集英社 1987
- 『仏教と神道 どう違うか50のQ&A』新潮選書 1987
- 『「仏教の常識」がよくわかる本 大きく考えて、のびやかに生きる知恵』大和出版 1987
- 『仏教の生活 知りたいこと知っておきたいこと』中山書房仏書林 まや文庫 1987
- 『キリスト教とイスラム教 どう違うか50のQ&A』新潮選書 1988
- 『釈迦とイエス 彼らは、いかにして「人間」を超えたか』祥伝社ノン・ブック 1988
- 『十句観音経入門 10句42文字に凝縮された仏の知恵』ごま書房ゴマブックス 1988
  - 『現代人の心を救う四十二文字のお経 仏の教えのエッセンス『十句観音経』』ごま書房 1998
- 『日本語になった仏教のことば』講談社 1988　「日常語からわかる仏教入門」＋α文庫
- 『仏教の常識』徳間文庫 1988
- 『仏事の「しきたり」がわかる本 仏教のこころを知り確かな作法が身につく知恵』大和出版 1988
- 『日本の名句・名言』増原良彦 講談社現代新書 1988
- 『「まんだら思考」が経営を変える 日本人よ、昼寝の兎を起こしてやれる亀になれ』徳間書店 1988
- 『お茶の間の仏教教室』大法輪閣 1989
- 『釈尊と生きた女性たち』鈴木出版 1989
- 『新釈尊物語』新塔社 1989　のち中公文庫
- 『非常識のすすめ 逆発想の仏教論』鈴木出版 1989
- 『がたぴし辞典』増原良彦 文芸春秋 1989
- 『「初夜」と「三途の川」 冠婚葬祭学事始め』ネスコ 1990　「冠婚葬祭礼 生活の知恵」文春文庫
- 『どの宗教が役に立つか』新潮選書 1990
- 『ひろさちやの般若心経88講』新潮社 1990　のち文庫
- 『ひろさちや名刹108の旅』編 読売新聞社 1990
- 『仏教-その学び方』徳間文庫 1990
- 『仏教と日本人』徳間文庫 1990
- 『仏教の世界観地獄と極楽』鈴木出版 1990
- 『仏教は死者のものではない』広済堂文庫 1990
- 『わがふるさと浄土』法蔵館 1990
- 『あなたの生き方 仏教的人生論』広済堂文庫 1991
- 『お墓・仏壇入門 これだけは知っておきたい、ご先祖様の供養のしかた2』ごま書房ゴマブックス 1991
- 『幸福になる仏教の生き方』毎日新聞社 1991
- 『仏陀に還れ 仏教はあなたを救う ひろさちや討論集』主婦の友社 1991
- 『「生きる」って、すばらしい!』毎日新聞社 1992
- 『ひろさちやの幸福論』講談社 1991
- 『ひろさちやの仏教的人生論 人に世にこだわるなかれ!』徳間書店 1991
- 『ビジネスマンの幸福学 まんだら思考のすすめ』広済堂出版 1991
- 『仏教の「しきたり」がわかる本 仏事のこころを知り確かな作法が身につく知恵』大和出版 1991
- 『男盛りの雑学猥学博学』増原良彦 徳間書店 1991
- 『日本雑学読本 究極のおもしろ新学説』増原良彦 広済堂ブックス 1991
- 『冠婚葬祭の知恵 つきあい上手 知っておきたい100のアイテム』祥伝社ノン・ブック 1992
- 『仏教初歩』鈴木出版 まんだらブックス 1992
- 『法華経で生まれ変わる こだわりを捨てる生き方』立風書房 1992　のち学研M文庫
- 『こころの歳時記 人生、いまが花時』徳間書店 1992　のち文庫
- 『死者と生者を結ぶ「ことば」 「昭和」への弔辞』徳間書店 1992
- 『自分がみえてくる人生講座 幸福になる仏教の考え方10』PHP研究所 1992　「心がやすらぐ仏教の教え」文庫
- 『ひろさちやの日本仏教を読む ビジネスマンのための生き方入門』主婦の友社 1993
- 『「仏教の常識」がよくわかる本 大きく考えて、のびやかに生きる知恵』大和出版 1993
- 『ほとけさまの智恵袋 新釈仏教寓話集』講談社 1993
- 『まんだら人生論』読売新聞社 1993　のち新潮文庫
- 『ゆったりと生きよう 迷いを解く仏教の考え方』PHP文庫 1993
- 『お釈迦さまが説いた、「おかね」って何だ?!』毎日新聞社 1994
- 『心のもやもや晴れたらいいね』双葉社 1994
- 『釈迦の教えたかったこと』鈴木出版 まんだらブックス 1994
- 『親鸞と道元 自力か、他力か』徳間書店 1994　のち文庫
- 『日本仏教の創造者たち』新潮選書 1994
- 『ほどほど人生のすすめ 明日をひらく仏教の智恵』鈴木出版 まんだら・心の本シリーズ 1994
- 『やじうま歳時記』文芸春秋 1994　のち文庫
- 『お父さんのための子育て講座 学校・いじめ対策編』集英社文庫 1995
- 『現代版福の神入門』集英社文庫 1995
- 『こころをつかむ説法術 わたしの布教方法論』新装版 四季社 チッタ叢書 1995
- 『これが仏教 今より幸せになる知恵27話』PHP研究所 1995
- 『自分の中の大事なもの』毎日新聞社 1995
- 『仏教とっておきの話366』春夏秋冬の巻 新潮社 1995　のち文庫
- 『「まんだら」のこころ』大法輪閣 1995　のち新潮文庫
- 『ゆうゆう人生論 名言・ことわざにならう』集英社 1995　のち文庫
- 『生きるのが楽になる仏教の本 こころが軽くなる御仏の智恵』芸文社 1996
- 『こころのくすり調合室』双葉社 1996　「猿は木から上手に落ちる」文庫
- 『禅がわかる本』新潮選書 1996
- 『歴史を読む智恵 日本人の「クセ」が見えてくる』増原良彦 大和出版 1996　『歴史にはウラがある』新潮文庫（ひろ）
- 『「般若心経」生き方のヒント』日本経済新聞社 1996　「般若心経入門」文庫
- 『ひろさちやの応用仏教 のんびり生きるために』鈴木出版 1996
- 『ひろさちやのこころが楽になる言葉』徳間書店 1996　『へそ曲がりのための名言講座 これで、こころは楽になる』徳間文庫カレッジ
- 『ひろさちやのはじめて読む密教の本 人生にゆとりと幸福をもたらす智恵』大和出版 1996
- 『仏の知恵』産経新聞ニュースサービス こ・こ・ろのシリーズ 1996
- 『昔話にはウラがある』新潮社 1996　のち文庫
- 『逆説的生き方のすすめ』実業之日本社 1997
- 『幸福術 今日を生きるヒント』日本経済新聞社 1997
- 『ひろさちやのこころを育てる』家の光協会 1997
- 『ビジネスマンよーがんばるな!』産経新聞ニュースサービス こ・こ・ろのシリーズ 1997
- 『50歳からの仏教入門』講談社 The new fifties 黄金の濡れ落葉講座 1998
- 『生き方を変える四字熟語の知恵』日本経済新聞社 1998　文庫 2004
- 『仏教的生き方のすすめ』鈴木出版

1　中道を歩む　1998
2　ほとけさまの物差し
3　少欲のすすめ 1998
4　みんなほとけの子
5　すべては「空」だ 1998
- 『禅の読み方 いま、自分自身を再発見するために』クレスト社 クレスト選書 1998　「しあわせになる禅」新潮文庫、「もっと自由に生きるための「禅」入門」三笠書房知的生きかた文庫、「自分らしく生きるための禅」中経の文庫
- 『般若心経二六二文字の宇宙』小学館文庫 1998
- 『ひろさちやの家族をむすぶ』家の光協会 1998
- 『ひろさちやの元気が出る宗教講座』徳間書店 1998
- 『ひろさちやの自分を生きる』家の光協会 1998
- 『仏教がわかる心が楽になる お釈迦さまがほんとうに伝えたかったこと』PHPエディターズ・グループ 1998
- 『こころの健康法 苦を「苦」にするな』小学館 1999
- 『こだわりを捨てる 般若心経』中央公論新社 仏教を生きる 1999　のち文庫
- 『仏教と儒教 どう違うか50のQ&A』新潮選書 1999
- 『仏教に学ぶ「がんばらない思想」』PHP研究所 1999
- 『わたしの歎異抄』鈴木出版 1999
- 『阿闍世王物語』新潮社 2000
- 『あるがままに 禅のこころ』世界文化社 2000
- 『生まれ変わる 般若心経のこころ』世界文化社 2000
- 『和尚になった泥棒 仏教・ちょっといい話』探究社 2000
- 『お葬式をどうするか 日本人の宗教と習俗』PHP新書　2000
- 『現代の課題に応える仏教講義』法藏館 2000
- 『釈迦とイエス』新潮選書 2000
- 『「宗教」の読み方 神の道、ほとけの教え』鈴木出版 2000
- 『宗教練習問題』新潮社 ラッコブックス 2000　のち文庫
- 『自分が変わる 遍路のこころ』世界文化社 2000
- 『日本人の「仏教のしきたり」ものしり辞典 いざというとき困らないための仏事の「心」と「作法」』大和出版 2000
- 『「般若心経」実践法 悩みがみるみる解決する』小学館文庫　2000
- 『「論語」生き方のヒント 人間通になるための50話』日本経済新聞社 2000  のち文庫
- 『今だからこそ歎異抄』世界文化社 2001
- 『お釈迦さまの肩へ ひろさちやの幸福論』光文社カッパ・ブックス 2001
- 『宗教激突 仏教者が明かすイスラム教とキリスト教の真実』ビジネス社 2001
- 『はじめての仏教 その成立と発展』中公文庫 2001
- 『ひろさちやのビジネスによく効く宗教  できないことを「できない!」といえる処世術』実業之日本社 2001
- 『わたしの「南無妙法蓮華経」』佼成出版社 2001
- 『愛の研究』新潮選書 2002
- 『クヨクヨ気分が晴れる本』成美文庫　2002
- 『地獄に堕ちる人堕ちない人 人間はどうしたら救われるのか』ぶんか社 2002　「「現世地獄」を生きる智慧」文庫
- 『なぜ人間には宗教が必要なのか 今、日本人に一番役に立つ宗教教科書』講談社 2002　「学校では教えてくれない宗教の授業」PHP文庫
- 『阪神ファンと仏のこころ』小学館文庫 2002
- 『ひろさちやの古寺巡礼』小学館 2002
- 『ひろさちやの「道元」を読む』佼成出版社 2002
- 『ひろさちやの仏教流上司学』ダイヤモンド社 2002
- 『仏教が教える人生を楽しむ話 ほとけと対話する16講』青春出版社 2002　「生き甲斐なんて必要ない ひろさちやの仏教的幸福論」青春文庫
- 『仏教「死後の世界」入門 美しく生きて美しく死ぬ』講談社+α新書 2002
- 『仏さまの漢方薬 大放言あきらめよ!』ぶんか社 2002　『あるがままに生きよ』文庫
- 『老いることをどうして怖がるんですか』飛鳥新社 2003
- 『子どもが育つ本当に大切な少しのこと』文芸社 2003
- 『人生の価値それとも無価値』講談社 こころライブラリー 2003
- 『すらすら読める歎異抄』講談社 2003
- 『世界の宗教がわかる本 成り立ち、儀式からタブーまで』PHP研究所 2003
- 『「般若心経」で朝から幸福に生きる 不安を解決する30講』青春出版社 2003
- 『ひろさちやの「空海」を読む』佼成出版社 2003
- 『ひろさちやの「親鸞」を読む』佼成出版社 2003
- 『ほとけさまの智恵と慈悲 名僧たちも学んだ「仏教寓話」』講談社+α文庫 2003
- 『ポケット般若心経』講談社 2003
- 『わたしの「南無阿弥陀仏」』佼成出版社 2003
- 『釈迦物語』大正大学出版会 (発売)大正大学まんだらライブラリー 2004　のち新潮文庫
- 『ひろさちやの「最澄」を読む』佼成出版社 2004
- 『ひろさちやの「日蓮」を読む』佼成出版社 2004
- 『ひろさちやの「法然」を読む』佼成出版社 2004
- 『仏教が教えるこころが穏やかになる話 今日の幸福を考える27講』青春出版社 2004
- 『仏教に学ぶ老い方・死に方』新潮選書 2004
- 『仏教法話大事典』鈴木出版 2004
- 『仏像でわかる仏教入門』講談社+α新書 2004
- 『デタラメ・あきらめ・いい加減 仏教に学ぶ幸せな生き方』ソニー・マガジンズ 2005
- 『仏教が教える老いを楽しむヒント 人生を深く味わうために』青春出版社 2005　「老いの特権』青春新書インテリジェンス 2011
- 『仏教はじめの一歩』春秋社 2005
- 『『無門関』を読む ひろさちやのウルトラ禅問答』四季社 2005
- 『わたしの中の阿修羅』佼成出版社 2005
- 『お念仏とは何か』新潮選書 2006
- 『ブッダは何を教えたのか 人生の智慧、自分らしく生きるヒント』日本文芸社 パンドラ新書 2006
- 『「狂い」のすすめ』集英社新書 2007
- 『人生の「お荷物」を捨てる方法 迷って、捨てて、本当の自分を生きる智恵』青春出版社 2007
- 『すらすら読める正法眼蔵』講談社 2007
- 『「デタラメ思考」で幸せになる!』ヴィレッジブックス 2007
- 『南無そのまんま 「狂い」「常識はずし」のすすめ』ビジネス社 2007　『死に方上手 しょぼくれ老人のすすめ』ビジネス社 2014
- 『悩まない 超「往生」論』小学館 2007
- 『ひろさちやの究極の人生論』ソフトバンククリエイティブ 2007
- 『ほとけさまの「ひとりを生きる」智恵 人生の不安をとりのぞく22講』青春出版社 2007　「ひろさちやの「ひとり」を笑って生きる方法」文庫
- 『「いいかげん」のすすめ』PHP研究所 2008　「がんばらない、がんばらない」文庫
- 『サラリーマン劇薬人生相談』ベスト新書 2008
- 『人生哲学阪神タイガース的』ソニー・マガジンズ新書 2008
- 『世間も他人も気にしない』文春新書 2008
- 『旅巧者は、人生巧者』ヴィレッジブックス新書 2008
- 『魂は千の風になりますか?』幻冬舎 2008　「お墓はなくてもいい」文庫
- 『悩むなら美しく悩みなさい』成美堂出版 Sasaeru文庫 2008
- 『日本人の良識』アスキー新書 2008
- 『ひろさちやの「無関心」のすすめ 狂った世の中で自由に生きるヒント』青春出版社 2008
- 『「風狂」という生き方』佼成出版社 2008
- 『ポケットに仏さまを』大和書房 2008
- 『無責任のすすめ』ソフトバンク新書 2008
- 『やまと教 日本人の民族宗教』新潮選書 2008
- 『「世逃げ」のすすめ』集英社新書 2008
- 『阿呆のすすめ 「悩み」を捨てる生き方』青春出版社 2009
- 『けちのすすめ 仏教が教える少欲知足』朝日新聞出版 2009　のち文庫
- 『地獄を生きぬく魔法の言葉』集英社 2009
- 『知識ゼロからの般若心経入門』幻冬舎 2009
- 『奴隷の時間自由な時間 お金持ちから時間持ちへ』朝日新書 2009
- 『のんびり生きて気楽に死のう』PHP研究所 2009
- 『ひろさちやのあきらめ力』青春出版社 2009
- 『ひろさちやの「日めくり説法」』佼成出版社 2009
- 『病気に振り回されない生き方』ぶんか社文庫 2009
- 『法然上人とその弟子西山上人』春秋社 2009
- 『あきらめて極楽悩んで地獄』PHP研究所 2010
- 『「悪人」だって救われる 仏教ならこう考える』春秋社 2010
- 『因果にこだわるな 仏教ならこう考える』春秋社 2010
- 『お経から人生を学ぼう』日本放送出版協会 2010
- 『「金持ち」の不幸、「貧乏人」の幸福』三笠書房 2010
- 『釈迦最後の旅 『大般涅槃経』を読む』春秋社 2010
- 『捨てちゃえ、捨てちゃえ』PHP研究所 2010　のち文庫
- 『「ずぼら」人生論』三笠書房 2010
- 『世間の捨て方 日本がどうなっても楽しく生きるテクニック』青春出版社 2010
- 『ひろさちやの笑って死ぬヒント』青春新書インテリジェンス　2010
- 『本日「いいかげん」日和 そのまんま楽しく生きる一日一話』PHP研究所 2010
- 『生きづらさの正体 世間という見えない敵』日本文芸社 2011
- 『怒るヒント』青春新書インテリジェンス 2011
- 『狂った世間をおもしろく生きる』青春出版社 2011
- 『釈迦』春秋社 2011
- 『諸行無常を生きる』角川oneテーマ21 2011
- 『知識ゼロからの禅入門』幻冬舎 2011
- 『人間の生き方を道元に学ぶ』春秋社 2011
- 『仏教伝道365日法話』四季社 2011-12
- 『仏陀』春秋社 2011
- 『面白いほどよくわかる世界の宗教/宗教の世界』春秋社 2012
- 『下りる。  日本に生まれた不運をあきらめるために』中経出版 2012
- 『人生はあきらめるとうまくいく』幻冬舎 2012
- 『〈図解〉いま、ブッダに学ぶ』ワック 2012
- 『「善人」のやめ方』角川oneテーマ21 2012
- 『ひろさちやの『維摩経』講話』春秋社 2012
- 『阿呆の知恵 自分らしい人生を送るための25のヒント』角川oneテーマ21 2013
- 『「がんばらない」お稽古』PHP研究所 2013
- 『親鸞 非僧非俗に生きる』春秋社 2013
- 『知識ゼロからの南無阿弥陀仏入門』幻冬舎 2013
- 『仏教の釈迦・キリスト教のイエス』春秋社 2013
- 『法然 念仏に生きる』春秋社 2013
- 『「がんばらない」人生相談 南無そのまんま・そのまんま』河出書房新社 14歳の世渡り術 2014
- 『こんな長寿に誰がした!』青春新書PLAY BOOKS 2014
- 『終活なんておやめなさい』青春新書PLAY BOOKS 2014
- 『じたばたしても仕方ない』実業之日本社 2014
- 『道元 仏道を生きる』春秋社 2014
- 『「貧乏」のすすめ』角川oneテーマ21 2014
- 『〈法華経〉の世界』佼成出版社 2014
- 『世捨て人のすすめ』実業之日本社 2014
- 『お墓、葬式、戒名は本当に必要か 伝統と新しい形を考える』青春出版社 2015
- 『人は死んでもまた会える』青春新書PLAY BOOKS 2015
- 『しょぼくれ老人という幸福 人生を幸せにする執着の捨て方』悟空出版, 2015.10
- 『空海と密教』祥伝社黄金文庫 2015.2
- 『へそ曲がりのための名言講座 これで、こころは楽になる』(徳間文庫カレッジ) 2015.5
- 『ほんとうの宗教とは何か 白の巻 (まちがいだらけの教えはいらない)』ビジネス社, 2015.8
- 『ほんとうの宗教とは何か 青の巻 (宗教心を失った日本人のための)』ビジネス社, 2015.8
- 『大乗仏教の真実 インド仏教の歴史』春秋社, 2015.9
- 『気にしない、気にしない』PHP文庫 2016.11
- 『日本仏教史』(河出ブックス 河出書房新社, 2016.5
- 『人生の超難問Q&A』(知のトレッキング叢書) 集英社インターナショナル, 2016.5
- 『〈法華経〉の真実』佼成出版社, 2016.5
- 『生活のなかの神道 神さまとの正しい付き合い方』春秋社, 2016.6
- 『「孤独」のすすめ』(SB新書 SBクリエイティブ, 2016.8
- 『釈迦にまなぶ (ひろさちやのいきいき人生 ; 1) 春秋社, 2017.9
- 『禅にまなぶ (ひろさちやのいきいき人生 ; 2) 春秋社, 2018.1
- 『阿弥陀経 現代語訳とその読み方』中央公論新社, 2018.10
- 『超訳無門関』中央公論新社, 2018.3
- 『浄土にまなぶ (ひろさちやのいきいき人生 ; 3)』春秋社, 2018.5
- 『道元 正法眼蔵 わからないことがわかるということが悟り (NHK100分de名著ブックス) NHK出版, 2018.8
- 『密教にまなぶ (ひろさちやのいきいき人生 ; 4)』春秋社, 2018.9
- 『イエスにまなぶ (ひろさちやのいきいき人生 ; 5)』春秋社, 2019.1
- 『のんびり、ゆったり、ほどほどに 「がんばらない菩薩」のすすめ』佼成出版社, 2019.7
- 『生き方、ちょっと変えてみよう あなたはじつは仏の子』佼成出版社, 2019.8
- 『インド仏教思想史』佼成出版社, 2020.10
- 『空海を生きる』佼成出版社, 2021.11
- 『親鸞を生きる』佼成出版社, 2021.7
- 『道元を生きる』佼成出版社, 2021.9
- 『法然を生きる』佼成出版社, 2022.1
- 『ひろさちや仏教名作選 1』佼成出版社, 2022.2

### 共著編著
- 『現代版絵入り般若心経』佐村憲一共著 ごま書房 ゴマビジュアル 1982
- 『仏教史を創った人びと』出崎利行共著 世界聖典刊行協会 パープル叢書 1982
- 『"いい加減"のすすめ 釈迦が教える生き方の自信』竹村健一共著 太陽企画出版 1984
- 『「色即是空」の研究 般若心経の読み方』山本七平, 増原良彦著 日本経済新聞社 1984
- 『仏教とインドの神』編著 世界聖典刊行協会 ぼんブックス 1984
- 『インドの宗教と芸術』編著 世界聖典刊行協会 ぼんブックス 1985
- 『仏教とキリスト教の常識 どこが同じでどこが違うか』堀田雄康共著 春秋社 1985
- 『お経の世界』編著 中山書房仏書林 1986
- 『気象と地震の話』吉武素二, 増原良彦編著 大蔵省印刷局 1986
- 『仏教入門 これだけは知っておきたい仏教の知識』編著 池田書店 1987
- 『ブッダ・ロード 川人忠幸インド写真集』ひろさちや文 角川文庫 1987
- 『図解初めての禅 禅の世界、禅語、坐禅から、禅寺めぐり、禅宗宗派ガイドまで』編著 主婦と生活社 1989
- 『仏典を知る　親鸞の世界』竹村牧男共著 佼成出版社 1990
- 『物語で読む法華経』仏教説話大系編集委員会共編著 鈴木出版 仏教説話選書 1990
- 『四国お遍路こころの旅 八十八カ寺に人は何を求めるのか!?』編著 日本実業出版社 1991
- 『お金ってなんだろう』佐伯啓思共著　鈴木出版 まんだらブックス 1992
- 『タイガース優勝したらどうしよう 時間差口撃』山藤章二共著 徳間書店 1992
- 『ひろさちやが聞くコーラン』黒田寿郎共著 鈴木出版 世界の聖典 1992
- 『ひろさちやが聞く新約聖書』荒井献共著 鈴木出版 世界の聖典 1992
- 『ひろさちやが聞く法華経』木内堯央共著 鈴木出版 世界の聖典 1992
- 『ひろさちやの仏教なるほど百科』監修・執筆 世界文化社 別冊家庭画報 1992
- 『日本人・いのちの風光 生命との対話 梅原猛vs.ひろさちや対談集』主婦の友社 1993
- 『ひろさちやが聞く神道の聖典』上田賢治共著 鈴木出版 世界の聖典 1993
- 『ひろさちやが聞くヒンドゥー教の聖典』服部正明共著 鈴木出版 世界の聖典 1993
- 『ひろさちやが聞くユダヤ教の聖典』石川耕一郎共著 鈴木出版 世界の聖典 1993
- 『ひろさちやが聞く論語』山下龍二共著 鈴木出版 世界の聖典 1993
- 『仏教・エロスと救い 瀬戸内寂聴vs.ひろさちや対談集』主婦の友社 生命との対話 1993　「仏教とエロス」学研M文庫
- 『豊かさの文明論』木村尚三郎共著 鈴木出版 まんだらブックス 1993
- 『ユダヤの思考日本の思考』手島佑郎共著 鈴木出版 まんだらブックス 1993
- 『鷲と桜 日米比較文化論』佐伯真光共著 鈴木出版 まんだらブックス 1993
- 『和風と工夫 日本人らしさの知恵拝見』増原良彦編 同文書院 快楽脳叢書 1993
- 『キリスト教・祈りのかたち 三浦綾子vs.ひろさちや対談集』主婦の友社 生命との対話 1994
- 『現代科学・発展の終焉 生命との対話 村上陽一郎vs.ひろさちや対談集』主婦の友社 1994
- 『禅の智恵 『正法眼蔵随聞記』に学ぶ』青山俊董共著 鈴木出版 まんだらブックス 1994
- 『人間・生と死のはざま 養老孟司vs.ひろさちや対談集』主婦の友社 生命との対話 1994
- 『仏教とキリスト教の対話』佐古純一郎共著 鈴木出版 まんだらブックス 1994
- 『病むこと死ぬこと生きること』立川昭二共著 鈴木出版 まんだらブックス 1994
- 『こうすれば、「いじめ」はなくなる いじめ社会の子どもたち』藤本保共著 清流出版 1995
- 『修験道の魅力』麻生文雄共著 清流出版 1995
- 『般若心経に学ぶ人生』阿純孝共著 鈴木出版 1995
- 『アジアの心日本のこころ』平山郁夫共著 清流出版 1996
- 『ひろさちやの最新仏教なるほど百科』監修 世界文化社 別冊家庭画報 21世紀に生きる　1999
- 『本当の「癒し」って何!?』山折哲雄共著 ビジネス社 2000
- 『ヒントは「宗教力」にあり』日下公人共著 ワック 2001　のち文庫「くよくよしない! 仕事・人間関係・お金・健康…」
- 『死を見つめて生きる』山折哲雄共著 ビジネス社 2002
- 『死に方のヒント 満足のいく「生き方」を享受するために』近藤誠共著 日本文芸社 2003　『がん患者よ、医療地獄の犠牲になるな』パンドラ新書
- 『三世をみつめる 日本人の未来・現在・過去-仏教闘論』玄侑宗久共著 ビジネス社 2004
- 『新解釈格言・ことわざ・名言・警句大全書 ひろさちやの人生指南』編著 四季社 2004
- 『はじめての宗教 宗教を知り心を育む』山折哲雄,上田正昭,今道友信,阿部博人共著 栄光 2005
- 『往生極楽のはなし』小堀光詮共著 佼成出版社 2006
- 『「狂い」の説法 わたしたちの常識』無着成恭共著 ぶんか社 2007
- 『なぜ仏教で人は救われるのか 超現代仏教論』高崎直道共著 春秋社 2007
- 『病気をよせつけない生き方』安保徹共著 ぶんか社 2006　のち文庫
- 『「がん」と仲良く暮らす』佐藤昂共著 春秋社 2009
- 『「損する生き方」のススメ』石井裕之共著 フォレスト出版 2009
- 『般若心経の教える幸せになるための智慧』阿純孝共著 ソフトバンク新書 2010
- 『釈迦一日一言 仏教が教える人生の智慧』編著 致知出版社 2011
- 『ほっとする仏教の言葉 捨てて生きる』村上翠亭書 二玄社 2011
- 『しっかり死ぬということ 死は大事な仕事』中村仁一共著 李白社 2013
- 『仏教法話大事典 第2集』編著. 鈴木出版, 2016.3

### 訳書
- 鈴木大拙『禅仏教入門』 春秋社「選集7」新版1991、新装版・禅ライブラリー 2008／中公クラシックス 2017
- 破有法王『公案解答集 ひろさちやのウルトラ禅問答』四季社 2006
- 兼好法師『徒然草 新訳 自由人の境地を綴った最上級のエッセイ』編訳 PHP研究所 2012
- 道元『正法眼蔵 新訳 迷いのなかに悟りがあり、悟りのなかに迷いがある』編訳 PHP研究所 2013
- 『般若心経 新訳 人生を生きやすくする智慧』編訳 PHP研究所 2014
- 『『法華経』日本語訳』佼成出版社 2015

### 原作
- 仏教コミックス 全108巻（鈴木出版）

### 論文・記事
- CiNii>ひろさちや・増原良彦
- INBUDS>増原良彦